# Gotha Projekt P 50/I
O Gotha Projekt P 50/I foi um protótipo aeronáutico da Goather, durante a Alemanha Nazi, para a concepção de um planador de transporte em 1939. Este planador tinha uma fuselagem curta, uma configuração canard e lemes na ponta de cada uma das duas asas. O seu trem de aterragem era composto por uma roda, na parte da frente da fuselagem, e um par de esquis, um de cada lado da fuselagem. Com uma tripulação de dois elementos, este planador foi considerado pouco convencional para ser alvo de uma aposta de produção. Era capaz de transportar 12 passageiros, um Volkswagen ou um canhão howitzer.